# Bill McCadney
William « Bill » McCadney, né le 5 février 1935, à Brooklyn, à New York et décédé le 2 avril 2009, à Arecibo, à Porto Rico, est un ancien joueur portoricain de basket-ball.

## Palmarès
- 3e des Jeux panaméricains de 1963